# جيمس ألين (عسكري)
جيمس ألين (بالإنجليزية: James Allen)‏ هو عسكري أمريكي، ولد في 6 مايو 1843 في جزيرة أيرلندا في جمهورية أيرلندا، وتوفي في 31 أغسطس 1913 في سانت بول في الولايات المتحدة.